# Montsalvat
Montsalvat sau Montsalvage este un castel montan din legendele arthuriene, unde era păstrat Sfântul Graal. Acest artifact era păzit de un grup de cavaleri.

## Istoric
Prima mențiune a castelului Montsalvat apare în poezia „Parzifal” a poetului bavarez Wolfram von Eschenbach, compusă între 1195 și 1215 pe baza romanului cavaleresc Perceval al lui Chrétien de Troyes.
Construită de regele Titurel (care este subiectul unei alte poezii a lui Wolfram), conducătorul cavalerilor templieri și fondatorul regatului Graalului, fortăreața Montsalvat este situată pe un deal înalt din regiunea Salväsch (Sauveterre), fiind înconjurată de un zid. La poalele ei se află un lac.
Pustnicul Trevrizent vorbește despre fortăreață în acești termeni:
| “ | Es wohnt manch wehrliche Hand Zu Monsalväsche bei dem Gral Auch pflegen über Berg und Tal Dieselben Templeisen. Auf Abenteuer zu reisen. | ” |

Montsalvat a fost identificat cu diverse localități din Spania, situate în special pe panta sudică a Munților Pirinei.

## Opere artistico-literare în care există referiri la Montsalvat
- Lohengrin, opera lui Richard Wagner
- Parsifal, opera lui Richard Wagner
- Montsalvat, romanul lui Pierre Benoit
- Regele pescar, piesă de teatru a lui Julien Gracq

## Vezi și
- Sfântul Graal